# Relaciones Samoa-Venezuela
Las relaciones Samoa-Venezuela se refieren a las relaciones internacionales que existen entre Samoa y Venezuela.

## Misiones diplomáticas
- Venezuela cuenta con una embajada concurrente en Canberra, Australia.[1]